# Chang'ombe
Chang'ombe è una circoscrizione urbana (urban ward) della Tanzania situata nel distretto urbano di Dodoma, regione di Dodoma. Conta una popolazione di 25 415 abitanti (censimento 2012).